# Francia en la Eurocopa 2020
La Selección de fútbol de Francia fue uno de los 24 países participantes en la Eurocopa 2020, por primera vez el torneo no tuvo sede fija. Originalmente se iba a disputar en 2020; sin embargo, el torneo se pospuso hasta 2021 debido a la pandemia de COVID-19. Se realizó entre el 11 de junio y el 11 de julio de 2021.

## Clasificación
| Equipo   | Pts | PJ | PG | PE | PP | GF | GC | Dif |
| -------- | --- | -- | -- | -- | -- | -- | -- | --- |
| Francia  | 25  | 10 | 8  | 1  | 1  | 25 | 6  | 19  |
| Turquía  | 23  | 10 | 7  | 2  | 1  | 18 | 3  | 15  |
| Islandia | 19  | 10 | 6  | 1  | 3  | 14 | 11 | 3   |
| Albania  | 13  | 10 | 4  | 1  | 5  | 16 | 14 | 2   |
| Andorra  | 4   | 10 | 1  | 1  | 8  | 3  | 20 | -17 |
| Moldavia | 3   | 10 | 1  | 0  | 9  | 4  | 26 | -22 |

### Partidos
| Fecha                    | Ciudad           | Jornada |          |                     | Resultado |                     |          |
| ------------------------ | ---------------- | ------- | -------- | ------------------- | --------- | ------------------- | -------- |
| 22 de marzo de 2019      | Chisináu         | 1       | Moldavia | Bandera de Moldavia | 1:4 (0:3) | Bandera de Francia  | Francia  |
| 25 de marzo de 2019      | Saint-Denis      | 2       | Francia  | Bandera de Francia  | 4:0 (1:0) | Bandera de Islandia | Islandia |
| 8 de junio de 2019       | Konya            | 3       | Turquía  | Bandera de Turquía  | 2:0 (2:0) | Bandera de Francia  | Francia  |
| 11 de junio de 2019      | Andorra la Vieja | 4       | Andorra  | Bandera de Andorra  | 0:4 (0:3) | Bandera de Francia  | Francia  |
| 7 de septiembre de 2019  | Saint-Denis      | 5       | Francia  | Bandera de Francia  | 4:1 (2:0) | Bandera de Albania  | Albania  |
| 10 de septiembre de 2019 | Saint-Denis      | 6       | Francia  | Bandera de Francia  | 3:0 (1:0) | Bandera de Andorra  | Andorra  |
| 11 de octubre de 2019    | Reykjavik        | 7       | Islandia | Bandera de Islandia | 0:1 (0:0) | Bandera de Francia  | Francia  |
| 14 de octubre de 2019    | Saint-Denis      | 8       | Francia  | Bandera de Francia  | 1:1 (0:0) | Bandera de Turquía  | Turquía  |
| 14 de noviembre de 2019  | Saint-Denis      | 9       | Francia  | Bandera de Francia  | 2:1 (1:1) | Bandera de Moldavia | Moldavia |
| 17 de noviembre de 2019  | Tirana           | 10      | Albania  | Bandera de Albania  | 0:2 (0:2) | Bandera de Francia  | Francia  |

#### Moldavia vs. Francia
| 22 de marzo de 2019 | Moldavia     | 1:4 (0:3) | Francia                                                | Estadio Zimbru, Chisináu                                       |                                                                |
| 21:45 (UTC+2)       | - Ambros 89' | Reporte   | - 24' Griezmann - 27' Varane - 36' Giroud - 87' Mbappé | Asistencia: 10 042 espectadores Árbitro(s): Aleksandar Stavrev | Asistencia: 10 042 espectadores Árbitro(s): Aleksandar Stavrev |

| Uniformes | Uniformes |
| --------- | --------- |
|           |           |

#### Francia vs. Islandia
| 25 de marzo de 2019 | Francia                                              | 4:0 (1:0) | Islandia | Estadio de Francia, Saint-Denis                           |                                                           |
| 20:45 (UTC+1)       | Umtiti 12' · Giroud 68' · Mbappé 78' · Griezmann 84' | Reporte   |          | Asistencia: 64 538 espectadores Árbitro(s): István Kovács | Asistencia: 64 538 espectadores Árbitro(s): István Kovács |

| Uniformes | Uniformes |
| --------- | --------- |
|           |           |

#### Turquía vs. Francia
| 8 de junio de 2019 | Turquía                 | 2:0 (2:0) | Francia | Torku Arena, Konya                                        |                                                           |
| 21:45 (UTC+3)      | - Ayhan 30' - Ünder 40' | Reporte   |         | Asistencia: 36 783 espectadores Árbitro(s): Damir Skomina | Asistencia: 36 783 espectadores Árbitro(s): Damir Skomina |

| Uniformes | Uniformes |
| --------- | --------- |
|           |           |

#### Andorra vs. Francia
| 11 de junio de 2019 | Andorra | 0:4 (0:3) | Francia                                                     | Estadio Nacional, Andorra la Vieja                   |                                                      |
| 20:45 (UTC+1)       |         | Reporte   | - 11' Mbappé - 30' Ben Yedder - 45+1' Thauvin - 60' Thauvin | Asistencia: 3187 espectadores Árbitro(s): Fran Jović | Asistencia: 3187 espectadores Árbitro(s): Fran Jović |

| Uniformes | Uniformes |
| --------- | --------- |
|           |           |

#### Francia vs. Albania
| 7 de septiembre de 2019 | Francia                                 | 4:1 (2:0) | Albania          | Estadio de Francia, Saint-Denis                               |                                                               |
| 20:45 (UTC+1)           | - Coman 8' 68' - Giroud 27' - Ikoné 85' | Reporte   | - 90' Cikalleshi | Asistencia: 77 655 espectadores Árbitro(s): Jesús Gil Manzano | Asistencia: 77 655 espectadores Árbitro(s): Jesús Gil Manzano |

| Uniformes | Uniformes |
| --------- | --------- |
|           |           |

#### Francia vs. Andorra
| 10 de septiembre de 2019 | Francia                                      | 3:0 (1:0) | Andorra | Estadio de Francia, Saint-Denis                            |                                                            |
| 20:45 (UTC+1)            | - Coman 18' - Lenglet 52' - Ben Yedder 90+1' | Reporte   |         | Asistencia: 55 383 espectadores Árbitro(s): Mykola Balakin | Asistencia: 55 383 espectadores Árbitro(s): Mykola Balakin |

| Uniformes | Uniformes |
| --------- | --------- |
|           |           |

#### Islandia vs. Francia
| 11 de octubre de 2019 | Islandia | 0:1 (0:0) | Francia      | Laugardalsvöllur, Reikiavik |                             |
| 18:45 (UTC+0)         |          | Reporte   | - 66' Giroud | Árbitro(s): Gianluca Rocchi | Árbitro(s): Gianluca Rocchi |

| Uniformes | Uniformes |
| --------- | --------- |
|           |           |

#### Francia vs. Turquía
| 14 de octubre de 2019 | Francia      | 1:1 (0:0) | Turquía     | Estadio de Francia, Saint-Denis |                         |
| 20:45 (UTC+1)         | - Giroud 76' | Reporte   | - 81' Ayhan | Árbitro(s): Felix Brych         | Árbitro(s): Felix Brych |

| Uniformes | Uniformes |
| --------- | --------- |
|           |           |

#### Francia vs. Moldavia
| 14 de noviembre de 2019 | Francia                   | 2:1 (1:1) | Moldavia  | Estadio de Francia, Saint-Denis |                               |
| 20:45 (UTC+1)           | - Varane 35' - Giroud 79' | Reporte   | - 9' Raţă | Árbitro(s): Gediminas Mažeika   | Árbitro(s): Gediminas Mažeika |

| Uniformes | Uniformes |
| --------- | --------- |
|           |           |

#### Albania vs. Francia
| 17 de noviembre de 2019, 20:45 | Albania | 0:2 (0:2) | Francia                      | Arena Kombëtare, Tirana   |                           |
|                                |         | Reporte   | - 8' Tolisso - 31' Griezmann | Árbitro(s): Slavko Vinčić | Árbitro(s): Slavko Vinčić |

| Uniformes | Uniformes |
| --------- | --------- |
|           |           |

## Preparación

### Partidos
| Fecha                   | Ciudad      | Competición      |                      |                                 | Resultado |                      |           |
| ----------------------- | ----------- | ---------------- | -------------------- | ------------------------------- | --------- | -------------------- | --------- |
| 5 de septiembre de 2020 | Estocolmo   | Liga de Naciones | Suecia               | Bandera de Suecia               | 0:1 (0:1) | Bandera de Francia   | Francia   |
| 8 de septiembre de 2019 | Saint-Denis | Liga de Naciones | Francia              | Bandera de Francia              | 4:2 (2:1) | Bandera de Croacia   | Croacia   |
| 7 de octubre de 2020    | Saint-Denis | Amistoso         | Francia              | Bandera de Francia              | 7:1 (4:0) | Bandera de Ucrania   | Ucrania   |
| 11 de octubre de 2020   | Saint-Denis | Liga de Naciones | Francia              | Bandera de Francia              | 0:0       | Bandera de Portugal  | Portugal  |
| 14 de octubre de 2020   | Zagreb      | Liga de Naciones | Croacia              | Bandera de Croacia              | 1:2 (0:1) | Bandera de Francia   | Francia   |
| 11 de noviembre de 2020 | Saint-Denis | Amistoso         | Francia              | Bandera de Francia              | 0:2 (0:2) | Bandera de Finlandia | Finlandia |
| 14 de noviembre de 2020 | Lisboa      | Liga de Naciones | Portugal             | Bandera de Portugal             | 0:1 (0:0) | Bandera de Francia   | Francia   |
| 17 de noviembre de 2020 | Saint-Denis | Liga de Naciones | Francia              | Bandera de Francia              | 4:2 (2:1) | Bandera de Suecia    | Suecia    |
| 24 de marzo de 2021     | Saint-Denis | Eliminatorias    | Francia              | Bandera de Francia              | 1:1 (1:0) | Bandera de Ucrania   | Ucrania   |
| 28 de marzo de 2021     | Nur-sultán  | Eliminatorias    | Kazajistán           | Bandera de Kazajistán           | 0:2 (0:2) | Bandera de Francia   | Francia   |
| 31 de marzo de 2021     | Sarajevo    | Eliminatorias    | Bosnia y Herzegovina | Bandera de Bosnia y Herzegovina | 0:1 (0:0) | Bandera de Francia   | Francia   |
| 2 de junio de 2021      | Niza        | Amistoso         | Francia              | Bandera de Francia              | 3:0 (1:0) | Bandera de Gales     | Gales     |
| 8 de junio de 2020      | Saint-Denis | Amistoso         | Francia              | Bandera de Francia              | 3:0 (1:0) | Bandera de Bulgaria  | Bulgaria  |

#### Partidos Oficiales
| 5 de septiembre de 2020 | Suecia | 0:1 (0:1) | Francia      | Friends Arena, Estocolmo                                |                                                         |
|                         |        | Reporte   | - Mbappé 41' | Asistencia: 0 espectadores Árbitro(s): Szymon Marciniak | Asistencia: 0 espectadores Árbitro(s): Szymon Marciniak |

| Uniformes | Uniformes |
| --------- | --------- |
|           |           |

| 8 de septiembre de 2020 | Francia                                                               | 4:2 (2:1) | Croacia                    | Stade de France, Saint-Denis                          |                                                       |
|                         | - Griezmann 43' - Livaković 45+2' - Upamecano 65' - Giroud 77' (pen.) | Reporte   | - Lovren 16' - Brekalo 55' | Asistencia: 0 espectadores Árbitro(s): Ovidiu Haţegan | Asistencia: 0 espectadores Árbitro(s): Ovidiu Haţegan |

| Uniformes | Uniformes |
| --------- | --------- |
|           |           |

| 11 de octubre de 2020 | Francia | 0:0 (0:0) | Portugal | Stade de France, Saint-Denis                                |                                                             |
|                       |         | Reporte   |          | Asistencia: 1 000 espectadores Árbitro(s): Del Cerro Grande | Asistencia: 1 000 espectadores Árbitro(s): Del Cerro Grande |

| Uniformes | Uniformes |
| --------- | --------- |
|           |           |

| 14 de octubre de 2020 | Croacia      | 1:2 (0:1) | Francia                     | Estadio Maksimir, Zagreb                                |                                                         |
|                       | - Vlašić 64' | Reporte   | - Griezmann 8' - Mbappé 79' | Asistencia: 6266 espectadores Árbitro(s): Björn Kuipers | Asistencia: 6266 espectadores Árbitro(s): Björn Kuipers |

| Uniformes | Uniformes |
| --------- | --------- |
|           |           |

| 14 de noviembre de 2020 | Portugal | 0:1 (0:0) | Francia     | Estadio da Luz, Lisboa                                |                                                       |
|                         |          | Reporte   | - Kanté 54' | Asistencia: 0 espectadores Árbitro(s): Tobias Stieler | Asistencia: 0 espectadores Árbitro(s): Tobias Stieler |

| Uniformes | Uniformes |
| --------- | --------- |
|           |           |

| 17 de noviembre de 2020 | Francia                                     | 4:2 (2:1) | Suecia                      | Stade de France, Saint-Denis                            |                                                         |
|                         | - Giroud 16' 59' - Pavard 36' - Coman 90+4' | Reporte   | - Claesson 4' - Quaison 88' | Asistencia: 0 espectadores Árbitro(s): Aleksei Kulbakov | Asistencia: 0 espectadores Árbitro(s): Aleksei Kulbakov |

| Uniformes | Uniformes |
| --------- | --------- |
|           |           |

| 24 de marzo de 2021 | Francia         | 1:1 (1:0)                 | Ucrania        | Estadio de Francia, Saint-Denis                       |                                                       |
|                     | - Griezmann 19' | FIFA Reporte UEFA Reporte | - Kimpembe 57' | Asistencia: 0 espectadores Árbitro(s): Tobias Stieler | Asistencia: 0 espectadores Árbitro(s): Tobias Stieler |

| Uniformes | Uniformes |
| --------- | --------- |
|           |           |

| 28 de marzo de 2021 | Kazajistán | 0:2 (0:2)                 | Francia                   | Astana Arena, Nur-sultán                                |                                                         |
|                     |            | FIFA Reporte UEFA Reporte | - Dembélé 20' - Maliy 44' | Asistencia: 0 espectadores Árbitro(s): Aleksei Kulbakov | Asistencia: 0 espectadores Árbitro(s): Aleksei Kulbakov |

| Uniformes | Uniformes |
| --------- | --------- |
|           |           |

| 31 de marzo de 2021 | Bosnia y Herzegovina | 0:1 (0:0)                 | Francia         | Estadio Grbavica, Sarajevo                            |                                                       |
|                     |                      | FIFA Reporte UEFA Reporte | - Griezmann 60' | Asistencia: 0 espectadores Árbitro(s): Daniele Orsato | Asistencia: 0 espectadores Árbitro(s): Daniele Orsato |

| Uniformes | Uniformes |
| --------- | --------- |
|           |           |

#### Amistosos previos
| 7 de octubre de 2020 | Francia                                                                                    | 7:1 (4:0) | Ucrania         | Estadio de Francia, Saint-Denis                             |                                                             |
|                      | - Camavinga 9' - Giroud 20' 34' - Mykolenko 39' - Tolisso 65' - Mbappé 82' - Griezmann 89' | Reporte   | - Tsygankov 53' | Asistencia: 1 000 espectadores Árbitro(s): Andris Treimanis | Asistencia: 1 000 espectadores Árbitro(s): Andris Treimanis |

| Uniformes | Uniformes |
| --------- | --------- |
|           |           |

| 11 de noviembre de 2020 | Francia | 0:2 (0:2) | Finlandia                  | Estadio de Francia, Saint-Denis                     |                                                     |
|                         |         | Reporte   | - Forss 28' - Valakari 31' | Asistencia: 0 espectadores Árbitro(s): Nikola Popov | Asistencia: 0 espectadores Árbitro(s): Nikola Popov |

| Uniformes | Uniformes |
| --------- | --------- |
|           |           |

| 2 de junio de 2021 | Francia                                  | 3:0 (1:0) | Gales | Allianz Riviera, Niza                                   |                                                         |
|                    | Mbappé 34' · Griezmann 47' · Dembélé 79' | Reporte   |       | Asistencia: 5.000 espectadores Árbitro(s): Luis Godinho | Asistencia: 5.000 espectadores Árbitro(s): Luis Godinho |

| Uniformes | Uniformes |
| --------- | --------- |
|           |           |

| 8 de junio de 2021 | Francia                        | 3:0 (1:0) | Bulgaria | Stade de France, Saint-Denis                                       |                                                                    |
|                    | Griezmann 29' · Giroud 83' 90' | Reporte   |          | Asistencia: 5.000 espectadores Árbitro(s): Anastasios Sidiropoulos | Asistencia: 5.000 espectadores Árbitro(s): Anastasios Sidiropoulos |

| Uniformes | Uniformes |
| --------- | --------- |
|           |           |

## Jugadores
| #     | Nombre            | Posición       | Edad | Part. | Goles | Club                     |
| ----- | ----------------- | -------------- | ---- | ----- | ----- | ------------------------ |
| 1     | Hugo Lloris       | Portero        | 34   | 124   | 0     | Tottenham Hotspur F.C.   |
| 2     | Benjamin Pavard   | Defensa        | 25   | 34    | 2     | FC Bayern Munich         |
| 3     | Presnel Kimpembe  | Defensa        | 25   | 16    | 0     | Paris Saint-Germain F.C. |
| 4     | Raphaël Varane    | Defensa        | 28   | 74    | 5     | Real Madrid CF           |
| 5     | Clément Lenglet   | Defensa        | 25   | 12    | 1     | FC Barcelona             |
| 6     | Paul Pogba        | Centrocampista | 28   | 19    | 10    | Manchester United F.C.   |
| 7     | Antoine Griezmann | Delantero      | 30   | 90    | 36    | FC Barcelona             |
| 8     | Thomas Lemar      | Centrocampista | 25   | 24    | 4     | Club Atlético de Madrid  |
| 9     | Olivier Giroud    | Delantero      | 34   | 107   | 44    | Chelsea F.C.             |
| 10    | Kylian Mbappé     | Centrocampista | 22   | 43    | 17    | Paris Saint-Germain F.C. |
| 11    | Ousmane Dembélé   | Delantero      | 24   | 24    | 4     | FC Barcelona             |
| 12    | Corentin Tolisso  | Centrocampista | 26   | 24    | 2     | Bayern Munich            |
| 13    | N'Golo Kanté      | Centrocampista | 30   | 45    | 2     | Chelsea F.C.             |
| 14    | Adrien Rabiot     | Centrocampista | 26   | 15    | 0     | Juventus F.C.            |
| 15    | Kurt Zouma        | Defensa        | 26   | 8     | 1     | Chelsea F.C.             |
| 16    | Steve Mandanda    | Portero        | 36   | 34    | 0     | Olympique de Marsella    |
| 17    | Moussa Sissoko    | Defensa        | 31   | 68    | 2     | Tottenham Hotspur F.C.   |
| 18    | Lucas Digne       | Defensa        | 27   | 37    | 0     | Everton F.C.             |
| 19    | Karim Benzema     | Delantero      | 33   | 82    | 27    | Real Madrid CF           |
| 20    | Kingsley Coman    | Delantero      | 24   | 30    | 5     | FC Bayern Munich         |
| 21    | Lucas Hernández   | Defensa        | 25   | 25    | 0     | FC Bayern Munich         |
| 22    | Wissam Ben Yedder | Delantero      | 30   | 13    | 2     | AS Monaco FC             |
| 23    | Mike Maignan      | Portero        | 25   | 1     | 0     | Lille OSC                |
| 24    | Léo Dubois        | Defensa        | 26   | 7     | 0     | Olympique Lyonnais       |
| 25    | Jules Koundé      | Defensa        | 22   | 1     | 0     | Sevilla FC               |
| 26    | Marcus Thuram     | Delantero      | 23   | 3     | 0     | Borussia Mönchengladbach |
| D. T. | Didier Deschamps  |                |      |       |       |                          |

## Participación

### Partidos
| Fecha       | Ciudad   | Instancia        |          |                     | Resultado               |                     |          |
| ----------- | -------- | ---------------- | -------- | ------------------- | ----------------------- | ------------------- | -------- |
| 15 de junio | Múnich   | Fase de grupos   | Francia  | Bandera de Francia  | 1:0 (1:0)               | Bandera de Alemania | Alemania |
| 19 de junio | Budapest | Fase de grupos   | Hungría  | Bandera de Hungría  | 1:1 (1:0)               | Bandera de Francia  | Francia  |
| 23 de junio | Budapest | Fase de grupos   | Portugal | Bandera de Portugal | 2:1 (1:1)               | Bandera de Francia  | Francia  |
| 28 de junio | Bucarest | Octavos de final | Francia  | Bandera de Francia  | 3:3 (3:3, 0:1) (4:5 p.) | Bandera de Suiza    | Suiza    |

### Grupo F
El Allianz Arena de Múnich y el Puskás Aréna de Budapest albergaron los partidos del grupo. 
| Selección | Pts | PJ | PG | PE | PP | GF | GC | Dif |
| --------- | --- | -- | -- | -- | -- | -- | -- | --- |
| Francia   | 5   | 3  | 1  | 2  | 0  | 4  | 3  | 1   |
| Alemania  | 4   | 3  | 1  | 1  | 1  | 6  | 5  | 1   |
| Portugal  | 4   | 3  | 1  | 1  | 1  | 7  | 6  | 1   |
| Hungría   | 2   | 3  | 0  | 2  | 1  | 3  | 6  | −3  |

#### Francia vs Alemania
| 15 de junio de 2021, 21:00 | Francia            | 1:0 (1:0) | Alemania | Allianz Arena, Múnich                                                              |                                                                                    |
|                            | Hummels 20' (a.g.) | Reporte   |          | Asistencia: 13 000 espectadores Árbitro(s): Del Cerro Grande VAR: Martínez Munuera | Asistencia: 13 000 espectadores Árbitro(s): Del Cerro Grande VAR: Martínez Munuera |

| 1          | Guardameta     | Hugo Lloris       |       |
| 2          | Defensa        | Benjamin Pavard   |       |
| 4          | Defensa        | Raphaël Varane    |       |
| 3          | Defensa        | Presnel Kimpembe  |       |
| 21         | Defensa        | Lucas Hernández   |       |
| 14         | Centrocampista | Adrien Rabiot     | 90+4' |
| 13         | Centrocampista | N'Golo Kanté      |       |
| 6          | Centrocampista | Paul Pogba        |       |
| 7          | Centrocampista | Antoine Griezmann |       |
| 19         | Delantero      | Karim Benzema     | 89'   |
| 10         | Delantero      | Kylian Mbappé     |       |
| Entrenador | Entrenador     | Didier Deschamps  |       |

| 1          | Guardameta     | Manuel Neuer    |     |
| 4          | Defensa        | Matthias Ginter | 88' |
| 5          | Defensa        | Mats Hummels    |     |
| 2          | Defensa        | Antonio Rüdiger |     |
| 6          | Centrocampista | Joshua Kimmich  |     |
| 21         | Centrocampista | İlkay Gündoğan  |     |
| 8          | Centrocampista | Toni Kroos      |     |
| 20         | Centrocampista | Robin Gosens    | 88' |
| 7          | Centrocampista | Kai Havertz     | 74' |
| 25         | Centrocampista | Thomas Müller   |     |
| 10         | Delantero      | Serge Gnabry    | 74' |
| Entrenador | Entrenador     | Joachim Löw     |     |

| 14 | Centrocampista | Corentin Tolisso | 89'   |
| 11 | Delantero      | Ousmane Dembélé  | 90+4' |

| 11 | Delantero      | Timo Werner   | 74' |
| 19 | Centrocampista | Leroy Sané    | 74' |
| 9  | Delantero      | Kevin Volland | 88' |
| 23 | Defensa        | Emre Can      | 88' |

| Anotado · Autogol | 20' | Mats Hummels | 1:0 |

| Amonestado | 7' | Joshua Kimmich |

| Árbitro                                            | Carlos del Cerro Grande       |
| Árbitros asistentes                                | Juan Carlos Yuste Jiménez     |
| Árbitros asistentes                                | Roberto Alonso Fernández      |
| Cuarto árbitro                                     | Srđan Jovanović               |
| Quinto árbitro                                     | Uroš Stojković                |
| Árbitro asistente de video                         | Juan Martínez Munuera         |
| Árbitros asistentes del árbitro asistente de video | José María Sánchez Martínez   |
| Árbitros asistentes del árbitro asistente de video | Íñigo Prieto López de Cerain  |
| Árbitros asistentes del árbitro asistente de video | Alejandro Hernández Hernández |

| 1          | Guardameta     | Hugo Lloris       |       |
| 2          | Defensa        | Benjamin Pavard   |       |
| 4          | Defensa        | Raphaël Varane    |       |
| 3          | Defensa        | Presnel Kimpembe  |       |
| 21         | Defensa        | Lucas Hernández   |       |
| 14         | Centrocampista | Adrien Rabiot     | 90+4' |
| 13         | Centrocampista | N'Golo Kanté      |       |
| 6          | Centrocampista | Paul Pogba        |       |
| 7          | Centrocampista | Antoine Griezmann |       |
| 19         | Delantero      | Karim Benzema     | 89'   |
| 10         | Delantero      | Kylian Mbappé     |       |
| Entrenador | Entrenador     | Didier Deschamps  |       |

| 1          | Guardameta     | Manuel Neuer    |     |
| 4          | Defensa        | Matthias Ginter | 88' |
| 5          | Defensa        | Mats Hummels    |     |
| 2          | Defensa        | Antonio Rüdiger |     |
| 6          | Centrocampista | Joshua Kimmich  |     |
| 21         | Centrocampista | İlkay Gündoğan  |     |
| 8          | Centrocampista | Toni Kroos      |     |
| 20         | Centrocampista | Robin Gosens    | 88' |
| 7          | Centrocampista | Kai Havertz     | 74' |
| 25         | Centrocampista | Thomas Müller   |     |
| 10         | Delantero      | Serge Gnabry    | 74' |
| Entrenador | Entrenador     | Joachim Löw     |     |

| 14 | Centrocampista | Corentin Tolisso | 89'   |
| 11 | Delantero      | Ousmane Dembélé  | 90+4' |

| 11 | Delantero      | Timo Werner   | 74' |
| 19 | Centrocampista | Leroy Sané    | 74' |
| 9  | Delantero      | Kevin Volland | 88' |
| 23 | Defensa        | Emre Can      | 88' |

| Anotado · Autogol | 20' | Mats Hummels | 1:0 |

| Amonestado | 7' | Joshua Kimmich |

| Árbitro                                            | Carlos del Cerro Grande       |
| Árbitros asistentes                                | Juan Carlos Yuste Jiménez     |
| Árbitros asistentes                                | Roberto Alonso Fernández      |
| Cuarto árbitro                                     | Srđan Jovanović               |
| Quinto árbitro                                     | Uroš Stojković                |
| Árbitro asistente de video                         | Juan Martínez Munuera         |
| Árbitros asistentes del árbitro asistente de video | José María Sánchez Martínez   |
| Árbitros asistentes del árbitro asistente de video | Íñigo Prieto López de Cerain  |
| Árbitros asistentes del árbitro asistente de video | Alejandro Hernández Hernández |

| Estadísticas      | Bandera de Francia | Bandera de Alemania |
| Tiros             | 4                  | 10                  |
| Tiros a puerta    | 1                  | 1                   |
| Faltas            | 7                  | 10                  |
| Saques de esquina | 3                  | 5                   |
| Penaltis          | 0                  | 0                   |
| Fueras de juego   | 5                  | 2                   |
| Posesión de balón | 42%                | 58%                 |

#### Hungría vs Francia
| 19 de junio de 2021, 15:00 | Hungría     | 1:1 (1:0) | Francia       | Puskás Aréna, Budapest                                                         |                                                                                |
|                            | Fiola 45+2' | Reporte   | Griezmann 66' | Asistencia: 55 998 espectadores Árbitro(s): Michael Oliver VAR: Chris Kavanagh | Asistencia: 55 998 espectadores Árbitro(s): Michael Oliver VAR: Chris Kavanagh |

| 1          | Guardameta     | Péter Gulácsi       |     |
| 21         | Defensa        | Endre Botka         |     |
| 6          | Defensa        | Willi Orbán         |     |
| 4          | Defensa        | Attila Szalai       |     |
| 8          | Centrocampista | Ádám Nagy           |     |
| 7          | Centrocampista | Loïc Négo           |     |
| 15         | Centrocampista | László Kleinheisler | 84' |
| 13         | Centrocampista | András Schäfer      | 75' |
| 5          | Centrocampista | Attila Fiola        |     |
| 9          | Delantero      | Ádám Szalai         | 26' |
| 20         | Delantero      | Roland Sallai       |     |
| Entrenador | Entrenador     | Marco Rossi         |     |

| 1          | Guardameta     | Hugo Lloris       |     |
| 2          | Defensa        | Benjamin Pavard   |     |
| 4          | Defensa        | Raphaël Varane    |     |
| 3          | Defensa        | Presnel Kimpembe  |     |
| 18         | Defensa        | Lucas Digne       |     |
| 6          | Centrocampista | Paul Pogba        | 76' |
| 13         | Centrocampista | N'Golo Kanté      |     |
| 14         | Centrocampista | Adrien Rabiot     | 57' |
| 7          | Centrocampista | Antoine Griezmann |     |
| 19         | Delantero      | Karim Benzema     | 76' |
| 10         | Delantero      | Kylian Mbappé     |     |
| Entrenador | Entrenador     | Didier Deschamps  |     |

| 23 | Delantero      | Nemanja Nikolić   | 26' |
| 10 | Centrocampista | Tamás Cseri       | 75' |
| 14 | Defensa        | Gergő Lovrencsics | 84' |

| 11 | Delantero      | Ousmane Dembélé 57'  | 87' |
| 12 | Centrocampista | Corentin Tolisso 76' |     |
| 9  | Delantero      | Olivier Giroud 76'   |     |
| 8  | Centrocampista | Thomas Lemar         | 87' |

| Anotado | 45+2' | Attila Fiola | 1:0 |

| Anotado | 66' | Antoine Griezmann | 1:1 |

| Amonestado | 52' | Endre Botka |

| Amonestado | 10' | Benjamin Pavard |

| Árbitro                                            | Michael Olive      |
| Árbitros asistentes                                | Stuart Burt        |
| Árbitros asistentes                                | Simon Bennett      |
| Cuarto árbitro                                     | Bartosz Frankowski |
| Quinto árbitro                                     | Marcin Boniek      |
| Árbitro asistente de video                         | Chris Kavanagh     |
| Árbitros asistentes del árbitro asistente de video | Kevin Blom         |
| Árbitros asistentes del árbitro asistente de video | Lee Betts          |
| Árbitros asistentes del árbitro asistente de video | Pol van Boekel     |

| 1          | Guardameta     | Péter Gulácsi       |     |
| 21         | Defensa        | Endre Botka         |     |
| 6          | Defensa        | Willi Orbán         |     |
| 4          | Defensa        | Attila Szalai       |     |
| 8          | Centrocampista | Ádám Nagy           |     |
| 7          | Centrocampista | Loïc Négo           |     |
| 15         | Centrocampista | László Kleinheisler | 84' |
| 13         | Centrocampista | András Schäfer      | 75' |
| 5          | Centrocampista | Attila Fiola        |     |
| 9          | Delantero      | Ádám Szalai         | 26' |
| 20         | Delantero      | Roland Sallai       |     |
| Entrenador | Entrenador     | Marco Rossi         |     |

| 1          | Guardameta     | Hugo Lloris       |     |
| 2          | Defensa        | Benjamin Pavard   |     |
| 4          | Defensa        | Raphaël Varane    |     |
| 3          | Defensa        | Presnel Kimpembe  |     |
| 18         | Defensa        | Lucas Digne       |     |
| 6          | Centrocampista | Paul Pogba        | 76' |
| 13         | Centrocampista | N'Golo Kanté      |     |
| 14         | Centrocampista | Adrien Rabiot     | 57' |
| 7          | Centrocampista | Antoine Griezmann |     |
| 19         | Delantero      | Karim Benzema     | 76' |
| 10         | Delantero      | Kylian Mbappé     |     |
| Entrenador | Entrenador     | Didier Deschamps  |     |

| 23 | Delantero      | Nemanja Nikolić   | 26' |
| 10 | Centrocampista | Tamás Cseri       | 75' |
| 14 | Defensa        | Gergő Lovrencsics | 84' |

| 11 | Delantero      | Ousmane Dembélé 57'  | 87' |
| 12 | Centrocampista | Corentin Tolisso 76' |     |
| 9  | Delantero      | Olivier Giroud 76'   |     |
| 8  | Centrocampista | Thomas Lemar         | 87' |

| Anotado | 45+2' | Attila Fiola | 1:0 |

| Anotado | 66' | Antoine Griezmann | 1:1 |

| Amonestado | 52' | Endre Botka |

| Amonestado | 10' | Benjamin Pavard |

| Árbitro                                            | Michael Olive      |
| Árbitros asistentes                                | Stuart Burt        |
| Árbitros asistentes                                | Simon Bennett      |
| Cuarto árbitro                                     | Bartosz Frankowski |
| Quinto árbitro                                     | Marcin Boniek      |
| Árbitro asistente de video                         | Chris Kavanagh     |
| Árbitros asistentes del árbitro asistente de video | Kevin Blom         |
| Árbitros asistentes del árbitro asistente de video | Lee Betts          |
| Árbitros asistentes del árbitro asistente de video | Pol van Boekel     |

| Estadísticas      | Bandera de Hungría | Bandera de Francia |
| Tiros             | 5                  | 15                 |
| Tiros a puerta    | 3                  | 4                  |
| Faltas            | 17                 | 15                 |
| Saques de esquina | 1                  | 3                  |
| Penaltis          | 0                  | 0                  |
| Fueras de juego   | 0                  | 1                  |
| Posesión de balón | 39%                | 61%                |

#### Portugal vs Francia
| 23 de junio de 2021, 21:00                                                                                 | Portugal                       | 2:2 (1:1) | Francia                   | Puskás Aréna, Budapest                                                           |                                                                                  |
| | Ronaldo 31' (pen.), 60' (pen.) | Reporte   | Benzema 45+2' (pen.), 47' | Asistencia: 54 886 espectadores Árbitro(s): Mateu Lahoz VAR: Hernández Hernández | Asistencia: 54 886 espectadores Árbitro(s): Mateu Lahoz VAR: Hernández Hernández |
| Cristiano Ronaldo iguala el récord de Ali Daei como máximo goleador histórico de selecciones con 109 goles |                                |           |                           |                                                                                  |                                                                                  |

| 1          | Guardameta     | Rui Patrício      |     |
| 2          | Defensa        | Nélson Semedo     | 79' |
| 4          | Defensa        | Rúben Dias        |     |
| 3          | Defensa        | Pepe              |     |
| 5          | Defensa        | Raphaël Guerreiro |     |
| 8          | Centrocampista | João Moutinho     | 72' |
| 13         | Centrocampista | Danilo Pereira    | 46' |
| 16         | Centrocampista | Renato Sanches    | 88' |
| 10         | Delantero      | Bernardo Silva    | 72' |
| 7          | Delantero      | Cristiano Ronaldo |     |
| 21         | Delantero      | Diogo Jota        |     |
| Entrenador | Entrenador     | Fernando Santos   |     |

| 1          | Guardameta     | Hugo Lloris       |     |
| 25         | Defensa        | Jules Koundé      |     |
| 4          | Defensa        | Raphaël Varane    |     |
| 3          | Defensa        | Presnel Kimpembe  |     |
| 21         | Defensa        | Lucas Hernández   | 46' |
| 6          | Centrocampista | Paul Pogba        |     |
| 13         | Centrocampista | N'Golo Kanté      |     |
| 12         | Centrocampista | Corentin Tolisso  | 66' |
| 7          | Centrocampista | Antoine Griezmann | 87' |
| 10         | Centrocampista | Kylian Mbappé     |     |
| 19         | Delantero      | Karim Benzema     |     |
| Entrenador | Entrenador     | Didier Deschamps  |     |

| 26 | Centrocampista | João Palhinha   | 46' |
| 11 | Centrocampista | Bruno Fernandes | 72' |
| 18 | Centrocampista | Rúben Neves     | 72' |
| 20 | Defensa        | Diogo Dalot     | 79' |
| 24 | Centrocampista | Sérgio Oliveira | 88' |

| 11 | Defensa        | Lucas Digne 46'    | 52' |
| 14 | Centrocampista | Adrien Rabiot      | 52' |
| 20 | Delantero      | Kingsley Coman 66' |     |
| 17 | Centrocampista | Moussa Sissoko     | 87' |

| Anotado · Penal | 31' | Cristiano Ronaldo | 1:0 |
| Anotado · Penal | 60' | Cristiano Ronaldo | 2:2 |

| Anotado · Penal | 45+2' | Karim Benzema | 1:1 |
| Anotado         | 47'   | Karim Benzema | 1:2 |

| Amonestado | 27' | Hugo Lloris       |
| Amonestado | 36' | Lucas Hernández   |
| Amonestado | 40' | Antoine Griezmann |
| Amonestado | 83' | Presnel Kimpembe  |

| Árbitro                                            | Mateu Lahoz                    |
| Árbitros asistentes                                | Pau Cebrián Devis              |
| Árbitros asistentes                                | Roberto Díaz Pérez del Palomar |
| Cuarto árbitro                                     | Ovidiu Haţegan                 |
| Quinto árbitro                                     | Sebastian Gheorghe             |
| Árbitro asistente de video                         | Alejandro Hernández Hernández  |
| Árbitros asistentes del árbitro asistente de video | José María Sánchez Martínez    |
| Árbitros asistentes del árbitro asistente de video | Íñigo Prieto López de Cerain   |
| Árbitros asistentes del árbitro asistente de video | Juan Martínez Munuera          |

| 1          | Guardameta     | Rui Patrício      |     |
| 2          | Defensa        | Nélson Semedo     | 79' |
| 4          | Defensa        | Rúben Dias        |     |
| 3          | Defensa        | Pepe              |     |
| 5          | Defensa        | Raphaël Guerreiro |     |
| 8          | Centrocampista | João Moutinho     | 72' |
| 13         | Centrocampista | Danilo Pereira    | 46' |
| 16         | Centrocampista | Renato Sanches    | 88' |
| 10         | Delantero      | Bernardo Silva    | 72' |
| 7          | Delantero      | Cristiano Ronaldo |     |
| 21         | Delantero      | Diogo Jota        |     |
| Entrenador | Entrenador     | Fernando Santos   |     |

| 1          | Guardameta     | Hugo Lloris       |     |
| 25         | Defensa        | Jules Koundé      |     |
| 4          | Defensa        | Raphaël Varane    |     |
| 3          | Defensa        | Presnel Kimpembe  |     |
| 21         | Defensa        | Lucas Hernández   | 46' |
| 6          | Centrocampista | Paul Pogba        |     |
| 13         | Centrocampista | N'Golo Kanté      |     |
| 12         | Centrocampista | Corentin Tolisso  | 66' |
| 7          | Centrocampista | Antoine Griezmann | 87' |
| 10         | Centrocampista | Kylian Mbappé     |     |
| 19         | Delantero      | Karim Benzema     |     |
| Entrenador | Entrenador     | Didier Deschamps  |     |

| 26 | Centrocampista | João Palhinha   | 46' |
| 11 | Centrocampista | Bruno Fernandes | 72' |
| 18 | Centrocampista | Rúben Neves     | 72' |
| 20 | Defensa        | Diogo Dalot     | 79' |
| 24 | Centrocampista | Sérgio Oliveira | 88' |

| 11 | Defensa        | Lucas Digne 46'    | 52' |
| 14 | Centrocampista | Adrien Rabiot      | 52' |
| 20 | Delantero      | Kingsley Coman 66' |     |
| 17 | Centrocampista | Moussa Sissoko     | 87' |

| Anotado · Penal | 31' | Cristiano Ronaldo | 1:0 |
| Anotado · Penal | 60' | Cristiano Ronaldo | 2:2 |

| Anotado · Penal | 45+2' | Karim Benzema | 1:1 |
| Anotado         | 47'   | Karim Benzema | 1:2 |

| Amonestado | 27' | Hugo Lloris       |
| Amonestado | 36' | Lucas Hernández   |
| Amonestado | 40' | Antoine Griezmann |
| Amonestado | 83' | Presnel Kimpembe  |

| Árbitro                                            | Mateu Lahoz                    |
| Árbitros asistentes                                | Pau Cebrián Devis              |
| Árbitros asistentes                                | Roberto Díaz Pérez del Palomar |
| Cuarto árbitro                                     | Ovidiu Haţegan                 |
| Quinto árbitro                                     | Sebastian Gheorghe             |
| Árbitro asistente de video                         | Alejandro Hernández Hernández  |
| Árbitros asistentes del árbitro asistente de video | José María Sánchez Martínez    |
| Árbitros asistentes del árbitro asistente de video | Íñigo Prieto López de Cerain   |
| Árbitros asistentes del árbitro asistente de video | Juan Martínez Munuera          |

| Estadísticas      | Bandera de Portugal | Bandera de Francia |
| Tiros             | 10                  | 11                 |
| Tiros a puerta    | 5                   | 5                  |
| Faltas            | 9                   | 15                 |
| Saques de esquina | 0                   | 1                  |
| Penaltis          | 2                   | 1                  |
| Fueras de juego   | 0                   | 2                  |
| Posesión de balón | 49%                 | 51%                |

### Octavos de final
| 28 de junio de 2021, 21:00                                         | Francia                                     | 3:3 (3:3, 0:1) (t. s.)(4:5 p.) | Suiza                                          | Arena Națională, Bucarest                                                            |                                                                                      |
|                                                                    | Benzema 57', 59' · Pogba 75'                | Reporte                        | Seferović 15', 81' · Gavranović 90'            | Asistencia: 22 642 espectadores Árbitro(s): Fernando Rapallini VAR: Martínez Munuera | Asistencia: 22 642 espectadores Árbitro(s): Fernando Rapallini VAR: Martínez Munuera |
|                                                                    |                                             | Tiros desde el punto penal     |                                                |                                                                                      |                                                                                      |
|                                                                    | Pogba · Giroud · Thuram · Kimpembe · Mbappé |                                | Gavranović · Schär · Akanji · Vargas · Mehmedi |                                                                                      |                                                                                      |
| Primera clasificación de Suiza a Cuartos de final de una Eurocopa. |                                             |                                |                                                |                                                                                      |                                                                                      |

| 1          | Guardameta     | Hugo Lloris       |     |
| 4          | Defensa        | Raphaël Varane    |     |
| 5          | Defensa        | Clément Lenglet   | 46' |
| 3          | Defensa        | Presnel Kimpembe  |     |
| 2          | Centrocampista | Benjamin Pavard   |     |
| 6          | Centrocampista | Paul Pogba        |     |
| 13         | Centrocampista | N'Golo Kanté      |     |
| 14         | Centrocampista | Adrien Rabiot     |     |
| 7          | Centrocampista | Antoine Griezmann | 88' |
| 19         | Delantero      | Karim Benzema     | 84' |
| 10         | Delantero      | Kylian Mbappé     |     |
| Entrenador | Entrenador     | Didier Deschamps  |     |

| 1          | Guardameta     | Yann Sommer       |     |
| 4          | Defensa        | Nico Elvedi       |     |
| 5          | Defensa        | Manuel Akanji     |     |
| 13         | Defensa        | Ricardo Rodríguez | 87' |
| 3          | Centrocampista | Silvan Widmer     | 73' |
| 8          | Centrocampista | Remo Freuler      |     |
| 10         | Centrocampista | Granit Xhaka      |     |
| 14         | Centrocampista | Steven Zuber      | 79' |
| 23         | Centrocampista | Xherdan Shaqiri   | 73' |
| 9          | Delantero      | Haris Seferović   | 97' |
| 9          | Delantero      | Haris Seferović   | 80' |
| Entrenador | Entrenador     | Vladimir Petković |     |

| 20 | Delantero      | Kingsley Coman 46' | 111' |
| 17 | Centrocampista | Moussa Sissoko 88' |      |
| 9  | Delantero      | Olivier Giroud 94' |      |
| 26 | Delantero      | Marcus Thuram      | 111' |

| 19 | Delantero      | Mario Gavranović    | 73' |
| 2  | Defensa        | Kevin Mbabu         | 73' |
| 16 | Centrocampista | Christian Fassnacht | 79' |
| 11 | Centrocampista | Ruben Vargas        | 79' |
| 18 | Delantero      | Admir Mehmedi       | 87' |
| 22 | Defensa        | Fabian Schär        | 97' |

| Anotado | 57' | Karim Benzema | 1:1 |
| Anotado | 59' | Karim Benzema | 2:1 |
| Anotado | 75' | Paul Pogba    | 3:0 |

| Anotado | 15' | Haris Seferović  | 0:1 |
| Anotado | 81' | Haris Seferović  | 3:2 |
| Anotado | 90' | Mario Gavranović | 3:3 |

|                  |                          | 0:1 | Acierto de penal | Mario Gavranović |
| Paul Pogba       | Acierto de penal         | 1:1 |                  |                  |
|                  |                          | 1:2 | Acierto de penal | Fabian Schär     |
| Olivier Giroud   | Acierto de penal         | 2:2 |                  |                  |
|                  |                          | 2:3 | Acierto de penal | Manuel Akanji    |
| Marcus Thuram    | Acierto de penal         | 3:3 |                  |                  |
|                  |                          | 3:4 | Acierto de penal | Ruben Vargas     |
| Presnel Kimpembe | Acierto de penal         | 4:4 |                  |                  |
|                  |                          | 4:5 | Acierto de penal | Admir Mehmedi    |
| Kylian Mbappé    | Fallo de penal (atajado) | 4:5 |                  |                  |

| Amonestado | 30' | Raphaël Varane  |
| Amonestado | 88' | Kingsley Coman  |
| Amonestado | 91' | Benjamin Pavard |

| Amonestado | 32'  | Nico Elvedi       |
| Amonestado | 61'  | Ricardo Rodríguez |
| Amonestado | 76'  | Granit Xhaka      |
| Amonestado | 108' | Manuel Akanji     |

| Árbitro                                            | Fernando Rapallini            |
| Árbitros asistentes                                | Juan Pablo Belatti            |
| Árbitros asistentes                                | Diego Bonfá                   |
| Cuarto árbitro                                     | Bartosz Frankowski            |
| Quinto árbitro                                     | Marcin Boniek                 |
| Árbitro asistente de video                         | Juan Martínez Munuera         |
| Árbitros asistentes del árbitro asistente de video | Alejandro Hernández Hernández |
| Árbitros asistentes del árbitro asistente de video | Iñigo Prieto López de Cerain  |
| Árbitros asistentes del árbitro asistente de video | Massimiliano Irrati           |

| 1          | Guardameta     | Hugo Lloris       |     |
| 4          | Defensa        | Raphaël Varane    |     |
| 5          | Defensa        | Clément Lenglet   | 46' |
| 3          | Defensa        | Presnel Kimpembe  |     |
| 2          | Centrocampista | Benjamin Pavard   |     |
| 6          | Centrocampista | Paul Pogba        |     |
| 13         | Centrocampista | N'Golo Kanté      |     |
| 14         | Centrocampista | Adrien Rabiot     |     |
| 7          | Centrocampista | Antoine Griezmann | 88' |
| 19         | Delantero      | Karim Benzema     | 84' |
| 10         | Delantero      | Kylian Mbappé     |     |
| Entrenador | Entrenador     | Didier Deschamps  |     |

| 1          | Guardameta     | Yann Sommer       |     |
| 4          | Defensa        | Nico Elvedi       |     |
| 5          | Defensa        | Manuel Akanji     |     |
| 13         | Defensa        | Ricardo Rodríguez | 87' |
| 3          | Centrocampista | Silvan Widmer     | 73' |
| 8          | Centrocampista | Remo Freuler      |     |
| 10         | Centrocampista | Granit Xhaka      |     |
| 14         | Centrocampista | Steven Zuber      | 79' |
| 23         | Centrocampista | Xherdan Shaqiri   | 73' |
| 9          | Delantero      | Haris Seferović   | 97' |
| 9          | Delantero      | Haris Seferović   | 80' |
| Entrenador | Entrenador     | Vladimir Petković |     |

| 20 | Delantero      | Kingsley Coman 46' | 111' |
| 17 | Centrocampista | Moussa Sissoko 88' |      |
| 9  | Delantero      | Olivier Giroud 94' |      |
| 26 | Delantero      | Marcus Thuram      | 111' |

| 19 | Delantero      | Mario Gavranović    | 73' |
| 2  | Defensa        | Kevin Mbabu         | 73' |
| 16 | Centrocampista | Christian Fassnacht | 79' |
| 11 | Centrocampista | Ruben Vargas        | 79' |
| 18 | Delantero      | Admir Mehmedi       | 87' |
| 22 | Defensa        | Fabian Schär        | 97' |

| Anotado | 57' | Karim Benzema | 1:1 |
| Anotado | 59' | Karim Benzema | 2:1 |
| Anotado | 75' | Paul Pogba    | 3:0 |

| Anotado | 15' | Haris Seferović  | 0:1 |
| Anotado | 81' | Haris Seferović  | 3:2 |
| Anotado | 90' | Mario Gavranović | 3:3 |

|                  |                          | 0:1 | Acierto de penal | Mario Gavranović |
| Paul Pogba       | Acierto de penal         | 1:1 |                  |                  |
|                  |                          | 1:2 | Acierto de penal | Fabian Schär     |
| Olivier Giroud   | Acierto de penal         | 2:2 |                  |                  |
|                  |                          | 2:3 | Acierto de penal | Manuel Akanji    |
| Marcus Thuram    | Acierto de penal         | 3:3 |                  |                  |
|                  |                          | 3:4 | Acierto de penal | Ruben Vargas     |
| Presnel Kimpembe | Acierto de penal         | 4:4 |                  |                  |
|                  |                          | 4:5 | Acierto de penal | Admir Mehmedi    |
| Kylian Mbappé    | Fallo de penal (atajado) | 4:5 |                  |                  |

| Amonestado | 30' | Raphaël Varane  |
| Amonestado | 88' | Kingsley Coman  |
| Amonestado | 91' | Benjamin Pavard |

| Amonestado | 32'  | Nico Elvedi       |
| Amonestado | 61'  | Ricardo Rodríguez |
| Amonestado | 76'  | Granit Xhaka      |
| Amonestado | 108' | Manuel Akanji     |

| Árbitro                                            | Fernando Rapallini            |
| Árbitros asistentes                                | Juan Pablo Belatti            |
| Árbitros asistentes                                | Diego Bonfá                   |
| Cuarto árbitro                                     | Bartosz Frankowski            |
| Quinto árbitro                                     | Marcin Boniek                 |
| Árbitro asistente de video                         | Juan Martínez Munuera         |
| Árbitros asistentes del árbitro asistente de video | Alejandro Hernández Hernández |
| Árbitros asistentes del árbitro asistente de video | Iñigo Prieto López de Cerain  |
| Árbitros asistentes del árbitro asistente de video | Massimiliano Irrati           |

| Estadísticas      | Bandera de Francia | Bandera de Suiza |
| Tiros             | 26                 | 12               |
| Tiros a puerta    | 8                  | 5                |
| Faltas            | 14                 | 13               |
| Saques de esquina | 8                  | 5                |
| Penaltis          | 0                  | 1                |
| Fueras de juego   | 1                  | 1                |
| Posesión de balón | 53%                | 47%              |

## Estadísticas

### Posiciones

#### Clasificación general
| Equipo | Equipo              | Pts | PJ | PG | PE | PP | GF | GC | Dif | Rend  |
| ------ | ------------------- | --- | -- | -- | -- | -- | -- | -- | --- | ----- |
| 1      | Italia              | 17  | 7  | 5  | 2  | 0  | 13 | 4  | +9  | 81%   |
| 2      | Inglaterra          | 17  | 7  | 5  | 2  | 0  | 11 | 2  | +9  | 81%   |
| 3      | España              | 10  | 6  | 2  | 4  | 0  | 13 | 6  | +7  | 55.6% |
| 4      | Dinamarca           | 9   | 6  | 3  | 0  | 3  | 12 | 7  | +5  | 50%   |
| 5      | Bélgica             | 12  | 5  | 4  | 0  | 1  | 9  | 3  | +6  | 80%   |
| 6      | República Checa     | 7   | 5  | 2  | 1  | 2  | 6  | 4  | +2  | 46.7% |
| 7      | Suiza               | 6   | 5  | 1  | 3  | 1  | 8  | 9  | −1  | 40%   |
| 8      | Ucrania             | 6   | 5  | 2  | 0  | 3  | 6  | 10 | –4  | 40%   |
| 9      | Países Bajos        | 9   | 4  | 3  | 0  | 1  | 8  | 4  | +4  | 75%   |
| 10     | Suecia              | 7   | 4  | 2  | 1  | 1  | 5  | 4  | +1  | 58.3% |
| 11     | Francia             | 6   | 4  | 1  | 3  | 0  | 7  | 6  | +1  | 50%   |
| 12     | Austria             | 6   | 4  | 2  | 0  | 2  | 5  | 5  | 0   | 50%   |
| 13     | Portugal            | 4   | 4  | 1  | 1  | 2  | 7  | 7  | 0   | 33.3% |
| 14     | Croacia             | 4   | 4  | 1  | 1  | 2  | 7  | 8  | −1  | 33.3% |
| 15     | Alemania            | 4   | 4  | 1  | 1  | 2  | 6  | 7  | −1  | 33.3% |
| 16     | Gales               | 4   | 4  | 1  | 1  | 2  | 3  | 6  | –3  | 33.3% |
| 17     | Finlandia           | 3   | 3  | 1  | 0  | 2  | 1  | 3  | −2  | 33.3% |
| 18     | Rusia               | 3   | 3  | 1  | 0  | 2  | 2  | 7  | −5  | 33.3% |
| 19     | Eslovaquia          | 3   | 3  | 1  | 0  | 2  | 2  | 7  | −5  | 33.3% |
| 20     | Hungría             | 2   | 3  | 0  | 2  | 1  | 3  | 6  | −3  | 22.2% |
| 21     | Polonia             | 1   | 3  | 0  | 1  | 2  | 4  | 6  | −2  | 11.1% |
| 22     | Escocia             | 1   | 3  | 0  | 1  | 2  | 1  | 5  | −4  | 11.1% |
| 23     | Macedonia del Norte | 0   | 3  | 0  | 0  | 3  | 2  | 8  | −6  | 0%    |
| 24     | Turquía             | 0   | 3  | 0  | 0  | 3  | 1  | 8  | −7  | 0%    |

### Goleadores
| Jugador           | Goles | As. | PJ | Minuto |
| ----------------- | ----- | --- | -- | ------ |
| Karim Benzema     | 4     | 0   | 4  | 346'   |
| Paul Pogba        | 1     | 1   | 4  | 375'   |
| Antoine Griezmann | 1     | 0   | 4  | 353'   |